# 儀鸞司
儀鸞司（ぎらんし）は、明代初期の軍事組織で、錦衣衛の前身。
1368年に明を建国した太祖洪武帝は、禁衛軍として儀鸞司を設置し、儀仗や禁宮の守護に当たらせ、更に特務機関的な活動も行わせた。
後の洪武15年（1382年）に、儀鸞司は錦衣衛に再編・改称されたが、特務機関的な性格を強め、明代の恐怖政治の代名詞的存在となった。